# Montes Flinders

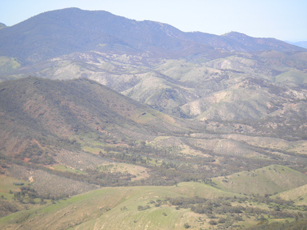
Panorama dos Montes Flinders, visto de Devil's Peak

Os Montes Flinders (em inglês:  Flinders Ranges) são uma cordilheira na Austrália Meridional que se estende por mais de 350 km para norte do Golfo de Spencer. O seu ponto mais alto é o Pico de Saint Mary, com 1188 metros de altitude.